# بيدرو أرمنداريز
بيدرو أرمنداريز (بالإسبانية: Pedro Armendáriz)‏ ممثل مكسيكي، شارك في أفلام مكسيكية وايطالية وفرنسية، من أهم اعمالة فيلم ماريا كانديلاريا وهو أول فيلم المكسيكي يتم عرضه في مهرجان كان السينمائي الدولي، حيث فاز بالجائزة الكبرى (التي تعرف الآن باسم السعفة الذهبية ) ليصبح أول فيلم من أمريكا اللاتينية يحصل على الجائزة.

## روابط خارجية
- بيدرو أرمنداريز على موقع IMDb (الإنجليزية)
- بيدرو أرمنداريز على موقع ألو سيني (الفرنسية)
- بيدرو أرمنداريز على موقع تيرنر كلاسيك موفيز (الإنجليزية)
- بيدرو أرمنداريز على موقع أول موفي (الإنجليزية)
- بيدرو أرمنداريز على موقع قاعدة بيانات الأفلام السويدية (السويدية)
- بيدرو أرمنداريز على موقع إن إن دي بي (الإنجليزية)
- بيدرو أرمنداريز على موقع قاعدة بيانات الفيلم (الإنجليزية)
- بيدرو أرمنداريز على موقع كينوبويسك (الروسية)